# Pygmodeon obtusum
Pygmodeon obtusum es una especie de escarabajo longicornio del género Pygmodeon, tribu Neoibidionini, subfamilia Cerambycinae. Fue descrita científicamente por Bates en 1874.
La especie se mantiene activa durante los meses de mayo y junio.

## Descripción
Mide 15,3-16,1 milímetros de longitud.

## Distribución
Se distribuye por Costa Rica, Guatemala, Honduras, México, Nicaragua y Panamá.